# Masuda Shirō
Masuda Shirō (japanisch 増田 四郎; geboren 2. Oktober 1908 in Nara; gestorben 22. Juni 1997 in Tōkyō) war ein japanischer Historiker, bekannt für seine Arbeiten zur Geschichte der europäischen Gesellschaft.

## Leben und Wirken
Masuda Shirō machte 1932 seinen Studienabschluss an der „Tōkyō shōka Universität“ (東京商科大学), der Vorläufereinrichtung der Hitotsubashi-Universität. Unter dem Einfluss des Historikers Uehara Senroku (上原専禄; 1899–1975) beschäftigte er sich mit der Geschichtswissenschaft. Er wurde an seiner Alma Mater Assistenzprofessor und 1950 Professor, 1964 Präsident der Universität. Nach seiner Emeritierung 1969 übernahm er eine Professur an der Wirtschaftsuniversität Tōkyō und übernahm auch die Verwaltungsleitung.
Masuda beschäftigte sich mit der mittelalterlichen Stadtstruktur in Deutschland und dem Selbstverständnis der Städter und publizierte 1943 „Untersuchungen zur deutschen Geschichte des Mittelalters“ (独逸中世史の研究, Doitsu chūsei-shi no kenkyū). Im Rahmen der „Verbürgerlichung“ Japans nach Ende des Pazifikkriegs publizierte er 1949 „Geburt der europäischen Gesellschaft“ (ヨーロッパの社会誕生, Yōroppa no shakai tanjō) und „Entstehung der westlichen Welt des Mittelalters“ (西洋中世世界の成立, Seiyō chūsei sekai no seiritsu) 1950. Dabei beschäftigten ihn der Zusammenhang zwischen Dorf- und Gesellschaftsstrukturen, das Wechselspiel zwischen Leitung von oben und Bürgerwillen und Folgerungen für die japanische Gesellschaft.
Weiter Publikationen sind „Ost und West“ (東と西, Higashi to nishi) 1964, „Die Stadt“ (都市, Toshi) 1952, „Was kann man an der Universität lernen?“ (大学でいかに学ぶか, Daigaku de ikani manabu-ka) 1966.
1990 wurde Masuda als Person mit besonderen kulturellen Verdiensten geehrt und 1995 mit dem Kulturorden ausgezeichnet.